# NGC 6215
NGC 6215 је спирална галаксија у сазвежђу Олтар која се налази на NGC листи објеката дубоког неба.
Деклинација објекта је - 58° 59' 35" а ректасцензија 16h 51m 7,0s. Привидна величина (магнитуда) објекта NGC 6215 износи 11,1 а фотографска магнитуда 11,8. Налази се на удаљености од 20,5000 милиона парсека од Сунца. NGC 6215 је још познат и под ознакама ESO 137-46, IRAS 16467-5854, PGC 59112.